# 栉刺灯笼鱼
栉刺灯笼鱼（学名：Myctophum spinosum）为輻鰭魚綱灯笼鱼目灯笼鱼科灯笼鱼属的鱼类。在中国，分布于南海等海域。分布于全球三大洋海域，為深海魚類，棲息深度40-500公尺，體長可達9公分。
其种加词“spinosum ”意为“棘状的”。